# 锦城遗址
27°48′00″N 118°28′00″E / 27.80000°N 118.46667°E
锦城遗址位于中国福建省浦城县临江镇锦城村，是闽越国的文化遗址，2005年被列为福建省文物保护单位。
锦城遗址地处临江溪旁的盆地中，总面积20多万平方米。2003年9月8日起，福建省博物馆和福建闽越王城博物馆联合对其考古发掘。发现一处秦汉时期建筑遗址，面积406平方米，清理出上千片简瓦和板瓦。一段夯土古城墙遗址，长30米，宽3米，在城墙内侧发现有只剩下半部分的残损瓦当1件，上有“央”和“阳”字样，推测完整瓦当应为“汉阳未央”。在遗址西侧的金鸡山上已发现20多座墓葬，现已发掘相邻的2座汉代墓葬，其中M1墓出土汉代匏壶、陶瓮、陶双耳罐等10件，M2墓出土玉器、陶器50余件。

## 图片

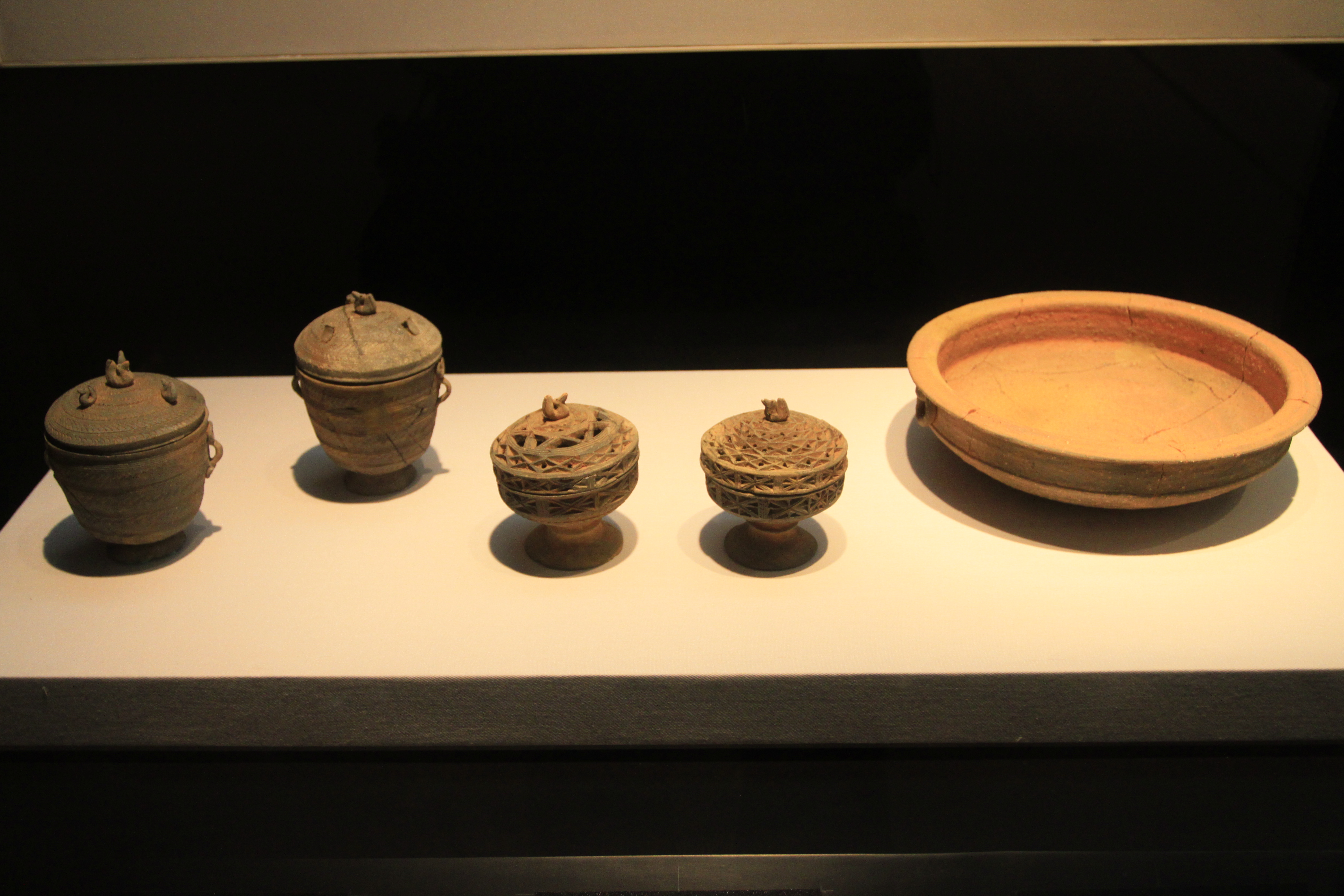
金鸡山闽越墓出土文物，左：陶盖杯，中：陶香薰，右：陶洗
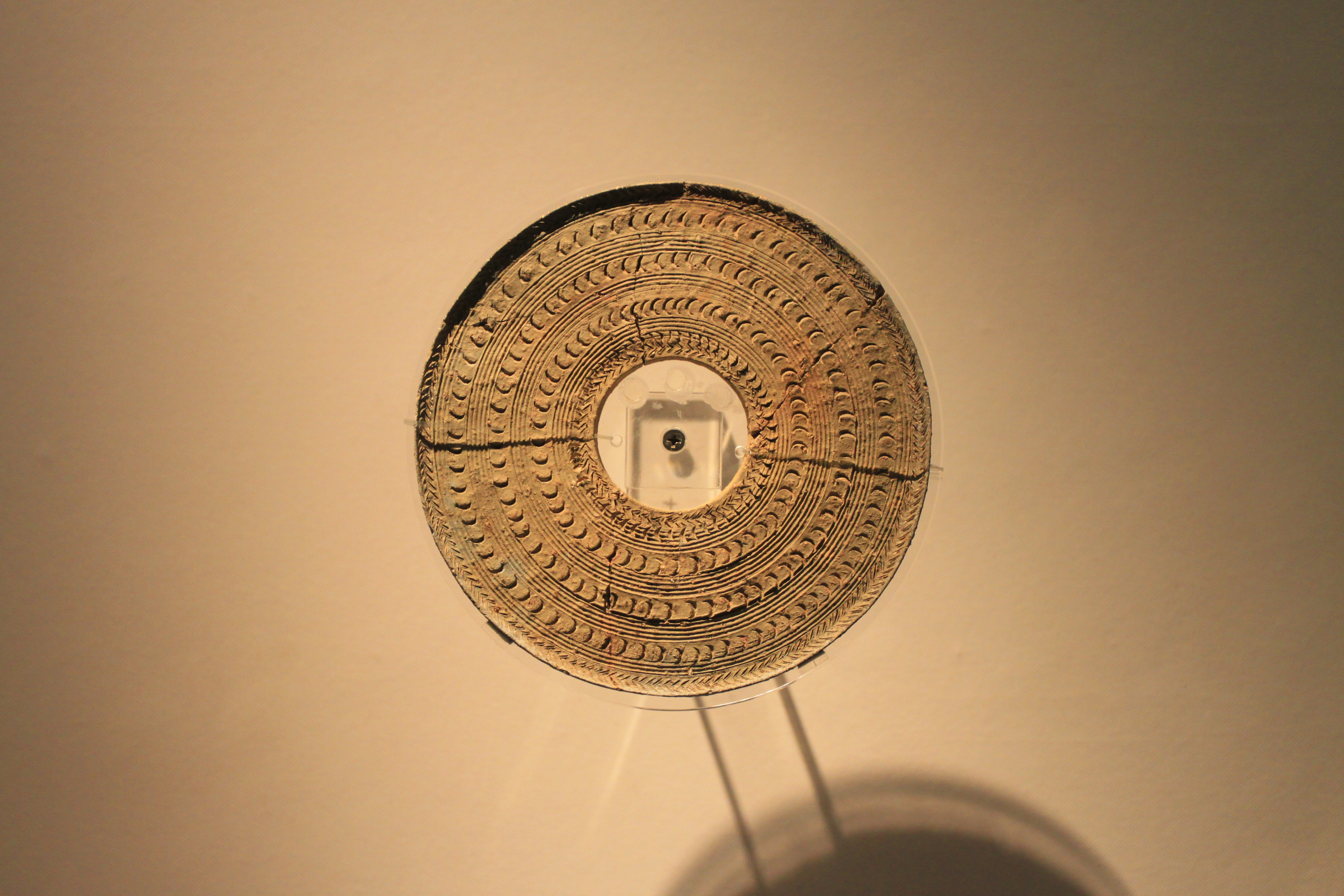
金鸡山闽越墓出土陶璧